# Megachile casadae
Megachile casadae är en biart som beskrevs av Cockerell 1898. Megachile casadae ingår i släktet tapetserarbin, och familjen buksamlarbin. Inga underarter finns listade i Catalogue of Life.